# Lista celor mai bogați oameni din Europa

## Potrivit revisteiForbesdin2006, cei mai bogați 10 locuitori aiEuropeisunt
1. $28.0 miliarde Ingvar Kamprad, Suedia (fondatorul IKEA).
2. $27.7 miliarde Lakshmi Mittal, India-Regatul Unit (fondatorul Mittal Steel).
3. $21.5 miliarde Bernard Arnault, Franța (proprietarul Louis Vuitton Moet Hennessy).
4. $18.2 miliarde Roman Abramovich, Rusia (rezident în UK) (proprietar al Sibneft și RusAl).
5. $17.0 miliarde Karl Albrecht, Germania (co-fondatorul Aldi).
6. $16.0 miliarde Liliane Bettencourt, Franța (principalul acționar la L'Oreal).
7. $15.5 miliarde Theo Albrecht, Germania (co-fondatorul Aldi).
8. $14.8 miliarde Amancio Ortega, Spania (fondatorul Inditex Group și Zara).
9. $12.0 miliarde Silvio Berlusconi, fostul prim ministru din Italia (proprietarul Mediaset).
10. $11.2 miliarde Stefan Persson, Suedia (moștenitorul Hennes & Mauritz).
11. $9.9 miliarde Luciano Benetton și familia, Italia (fondatorul Benetton).

## Potrivit revisteiForbesdin2005, cei mai bogați 10 locuitori ai Europei erau
1. Lakshmi Mittal 25 miliarde Mittal Steel India-Regatul Unit ▲
2. Ingvar Kamprad 23.0 miliarde IKEA Suedia ▲
3. Karl Albrecht 18.5 miliarde Aldi Germania ▼
4. Liliane Bettencourt 17.2 miliarde L'Oreal Franța ▼
5. Bernard Arnault 17 miliarde Louis Vuitton Moet Hennessy Franța ▲
6. Roman Abramovich 15 miliarde Sibneft and RusAl Rusia-Regatul Unit ▲
7. Amancio Ortega 14 miliarde Zara Spania ▲
8. Silvio Berlusconi 12.9 miliarde Mediaset Italia ▲
9. Stefan Persson 12.3 miliarde Hennes & Mauritz, Suedia ▼
10. Dieter Schwarz 11 miliarde Lidl, Germania ▼

## Vezi și
- Lista miliardarilor